# Ranunculus dyris
Ranunculus dyris är en ranunkelväxtart som först beskrevs av René Charles Maire, och fick sitt nu gällande namn av Harald Lindberg. Ranunculus dyris ingår i släktet ranunkler, och familjen ranunkelväxter. Inga underarter finns listade i Catalogue of Life.